# Abel Gómez

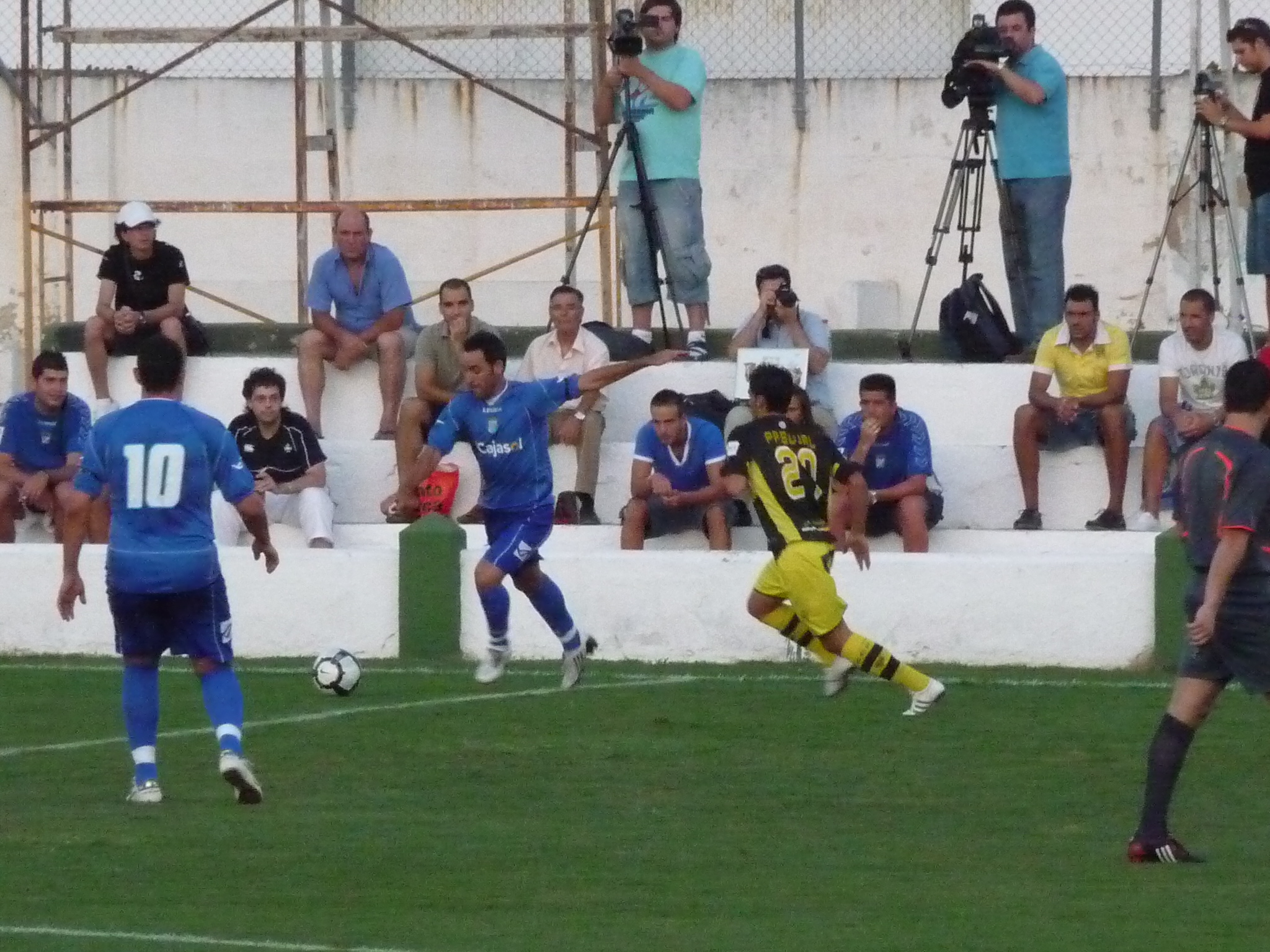

Abel Gómez Moreno (ur. 20 lutego 1982 w Sewilli) – hiszpański piłkarz występujący na pozycji pomocnika w Lorce.